# Klei Entertainment
Klei Entertainment est un studio canadien de développement de jeux vidéo fondé en juillet 2005 et situé à Vancouver. Le studio développe principalement des jeux téléchargeables, distribués sur les plateformes PlayStation Network, Steam et Xbox Live Arcade. Ses titres les plus notables sont Shank, Shank 2, Mark of the Ninja, Don't Starve et Invisible, Inc.. Depuis janvier 2021, Klei est une filiale du conglomérat chinois Tencent.

## Historique
Klei Entertainment est fondé en juillet 2005 par Jamie Cheng. Auparavant Cheng travaillait en tant que stagiaire programmeur au studio de Sega Relic Entertainment où il a notamment développé l'intelligence artificielle sur des titres tels que Warhammer 40,000: Dawn of War et The Outfit.
Le premier titre du studio, Eets, sort le 26 mars 2006 sur Microsoft Windows puis le 9 décembre 2010 sur Mac OS X. Entre ces 2 sorties, le titre est porté sur Xbox 360 le 25 avril 2007 sous le nom de Eets: Chowdown.
En janvier 2021, Klei a annoncé que Tencent avait accepté d'acquérir sa participation majoritaire.

## Jeux développés
| Titre                 | Date de Sortie | Plates-formes |
| --------------------- | -------------- | --- |
| Eets                  | 2006           | Windows, OS X |
| Eets: Chowdown        | 2007           | Xbox 360 |
| N+                    | 2008           | Xbox 360 |
| Sugar Rush            | annulé         | Windows |
| Shank                 | 2010           | PlayStation 3, Xbox 360, Windows, OS X, Linux                                                                        |
| Shank 2               | 2012           | PlayStation 3, Xbox 360, Windows, OS X, Linux                                                                        |
| Mark of the Ninja     | 2012           | Xbox 360, Windows, OS X, Linux                                                                                       |
| Torchlight II         | 2012           | Windows, OS X, Linux (cinématiques)                                                                                  |
| Don't Starve          | 2013           | Windows, OS X, Linux, XBox One, PlayStation Vita, PlayStation 3, PlayStation 4, Wii U, iOS, Android, Nintendo Switch |
| Eets Munchies         | 2014           | Windows, OS X, Linux, iOS                                                                                            |
| Invisible, Inc.       | 2015           | Windows, OS X, Linux, iOS, PlayStation 4                                                                             |
| Don't Starve Together | 2015           | Windows, OS X, Linux                                                                                                 |
| Oxygen Not Included   | 2019           | Windows, OS X, Linux                                                                                                 |
| Hot Lava              | 2019           | Windows, iOS |
| Griftlands            | 2021           | Windows |
| Rotwood               | 2024           | Windows |